# Ingleby (Derbyshire)
Pour les articles homonymes, voir Ingleby.
Ingleby est un village et une paroisse civile du Derbyshire, en Angleterre. Il est situé dans la vallée de la Trent, à quelques kilomètres au sud de la ville de Derby. Administrativement, il relève du district du South Derbyshire. Au recensement de 2001, il comptait 85 habitants.
La nécropole viking de Heath Wood est située à proximité d'Ingleby, de même que les grottes d'Anchor Church (en).